# Nancy A. Hewitt
Nancy A. Hewitt (nacida en 1951) es profesora emérita en la Universidad de Rutgers, ganadora de la beca Guggenheim y destacada experta en historia de género y feminismo .

## Biografía

### Carrera
Después de su licenciatura en la Universidad Estatal de Nueva York, Brockport, obtuvo un doctorado en la Universidad de Pensilvania.
De 1996 a 1997, trabajo como becaria en el Centro de Estudios Avanzados de Stanford y profesora de Historia e Instituciones Estadounidenses en la Universidad de Cambridge en 2009-2010. También enseñó en la Universidad del Sur de Florida y la Universidad de Duke.

### Investigación
La investigación de Hewitt se centra en la historia de las mujeres estadounidenses, la historia de los Estados Unidos del siglo XIX, el activismo de las mujeres y el feminismo en una perspectiva comparada. Ha publicado y editado varios libros y su trabajo ha sido citado en la prensa incluso en Slate, The Conversation y hay una entrevista de ella en History Matters.